# Guernica (quadre)
Guernica és un famós quadre de Pablo Picasso que té com motiu el bombardeig de Guernica. El Govern de la Segona República Espanyola va encarregar a Picasso un quadre que decorés el Pavelló Espanyol durant l'Exposició Universal de 1937 a París.
Picasso va realitzar un quadre cubista expressant la seva visió del bombardeig i el va anomenar Guernica. Ha passat a ser una obra fonamental per a entendre la història de l'art.
El Guernica de Picasso mostra persones, animals i edificis destrossats per la violència i el caos generat per les bombes. L'austeritat cromàtica convé al tema del quadre. La primera imatge que Picasso va rebre del bombardeig va ser a través dels diaris francesos, fet que propicia la teoria que va interioritzar l'horror que allò va suposar, reflectint-lo amb tons negres i blancs.

## Procés de creació
A principis de 1937 Picasso es trobava a París en un període de crisi personal i creativa. Durant el mes de gener va rebre al seu apartament la visita de Josep Renau, Josep Lluís Sert, Juan Larrea, Jose Bergamín i Max Aub, que hi van anar per fer-li l'encàrrec d'un mural que decorés el pavelló espanyol de l'Exposició Internacional de París, oficialment anomenada Exposició Internacional de les Arts i Tècniques en la vida moderna, que tindria lloc durant aquell mateix any. Aquella exposició havia de servir per a mostrar al món la situació política d'Espanya, clamant justícia. Picasso va acceptar.

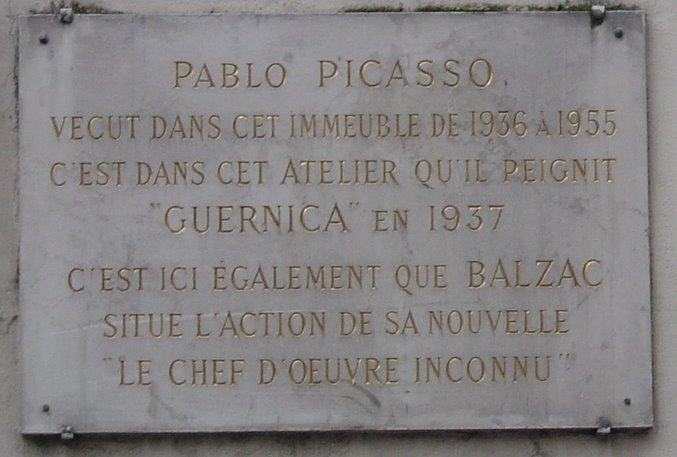
Placa commemorativa a la casa on va pintar el Guernica, al Quai des Grands-Augustins (París).

En un principi, l'autor pensava presentar una al·legoria a la llibertat de l'art, però va canviar d'idea en assabentar-se del bombardeig de Guernica, que va tenir lloc el dilluns 26 d'abril. El dissabte 1 de maig de 1937 Picasso va assistir, juntament amb altres intel·lectuals espanyols, a la multitudinària manifestació del primer de maig, on milers de parisencs van exigir justícia pel bombardeig de Guernica. Va ser llavors que va decidir que pintaria un quadre sobre aquests fets. Aquell mateix primer de maig, Picasso ja en va esbossar diversos estudis previs, al seu taller de París.
Un cop Picasso va informar el Govern de la República que la temàtica del mural seria el bombardeig, es van alçar veus dient que la temàtica era la correcta, però que potser l'havia de pintar un pintor basc, més concretament Aurelio Arteta. El mateix Arteta, però, va declinar l'oferiment en favor de Picasso, al·legant que havia d'efectuar un imminent viatge a Mèxic.
Tenint en compte la seva complexitat i la seva mida, Picasso va pintar el Guernica en un temps rècord. El 8 de maig va introduir la figura de la mare i el cavall i l'11 de maig va començar la tela definitiva, que va donar per acabada el 4 de juny.
Existeixen fotografies de gairebé tot el procés de creació, que van ser preses per la seva companya sentimental en aquells moments, Dora Maar.
Picasso es va negar a cobrar res pel mural, però el govern de la república va insistir a donar-li 150.000 francs, el preu aproximat d'una casa de l'època.

## L'Exposició Universal

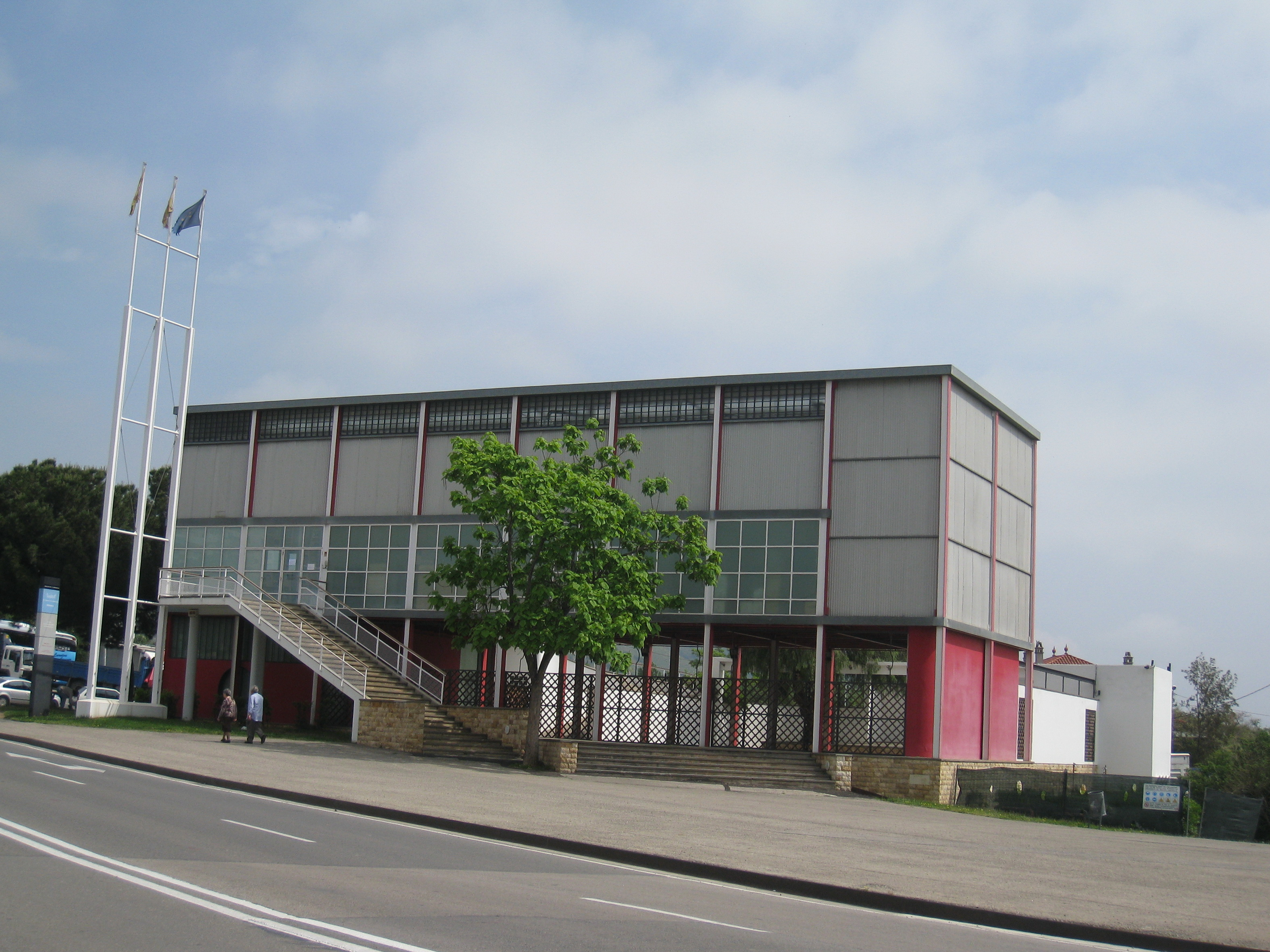
Rèplica del Pavelló de la República Espanyola de Josep Lluís Sert, que es va construir en l'Exposició Unirversal de París de 1937, construïda a Barcelona el 1992.

Tot i que l'Exposició Universal de 1937 es va inaugurar el 24 de maig, el pavelló espanyol, pagat pel Govern de la Generalitat de Catalunya i dissenyat per Josep Lluís Sert amb l'ajut de Luis Lacasa, no es va inaugurar fins al dia 12 de juliol.
Quan el quadre va ser exposat per primera vegada, el 12 de juliol de 1937, va suscitar tota mena de reaccions i una gran polèmica. Més d'una persona esperava un quadre molt més descriptiu, seguint els corrents del realisme socialista de l'època. Fins i tot es va plantejar la possibilitat de canviar el quadre per una obra molt més realista anomenada Madrid, 1937, d'Horacio Ferrer, exposada a la segona planta del pavelló. Però la premsa internacional no va trigar a fer-se'n ressò i declarar el Guernica com una obra mestra.
El Guernica estava situat en una de les parets principals del pavelló d'Espanya, compartint espai amb obres com la Font de mercuri d'Alexander Calder, una escultura d'Alberto Sánchez, El segador de Joan Miró -actualment exposada a la Fundació Miró de Barcelona- i treballs d'altres artistes de renom. A part d'obres d'art, també s'hi exhibien cartells propagandístics de l'època i fotos que mostraven la situació del conflicte a Espanya.
Durant l'agost de 1937 el Govern Basc ja estava exiliat a França i es va fotografiar amb el mural de fons.
Un cop acabada la fira, el gener de 1938, els representants del Govern Espanyol a París havien canviat, motiu pel qual ningú no va reclamar el quadre i fou el mateix Picasso qui el recollí i se l'emportà al seu estudi, on romandria uns mesos.

## Els viatges delGuernica
El quadre va esdevenir una icona de la lluita per la pau i un reflex de la situació política internacional. Uns mesos després d'acabar l'exposició universal va viatjar per tot Europa i Amèrica i fou exposat en desenes de galeries, amb l'objectiu de col·lectar diners per a la causa republicana.
El 1939, un cop Franco havia guanyat la guerra civil i davant la imminència de la Segona Guerra Mundial, Picasso va demanar al director del MoMA de Nova York, amic personal, si es podia fer càrrec del quadre i dels estudis previs mentre la situació política europea no canviés. En acceptar-ho, el quadre va ser embarcat al vaixell Normandie rumb a Nova York. Aquell any el Guernica va fer una petita gira per 5 ciutats estatunidenques, la finalitat de la qual era recollir fons per als refugiats espanyols. (Malauradament, només s'hi van aplegar 700 dòlars.)
En els anys posteriors, el Guernica va emprendre diverses gires per gran part del món occidental, fins que el 1957 es va instal·lar permanentment al MoMA per cuidar-lo del deteriorament sofert a causa de tants trasllats. Picasso va dictaminar que el quadre no viatjaria a Espanya mentre no finalitzés el franquisme i es respectessin les llibertats del poble espanyol, a qui va declarar propietari de l'obra.

### Llocs on ha estat exposat el quadre
| ANY  | PAÍS          | CIUTAT        | LLOC                      | EXPOSICIÓ                              |
| ---- | ------------- | ------------- | ------------------------- | -------------------------------------- |
| 1937 | França        | París         | Pavelló Espanyol          | Exposició Universal                    |
| 1938 | Noruega       | Oslo          | Kunstnernes Hus           | Mostra d'Art Francès                   |
| 1938 | Dinamarca     | Copenhaguen   | Statens Museum for Kunst  | Mostra d'Art Francès                   |
| 1938 | Suècia        | Estocolm      | Liljevalchs Konsthall     | Mostra d'Art Francès                   |
| 1938 | Suècia        | Göteborg      | Göteborgs Konsthall       | Mostra d'Art Francès                   |
| 1938 | Regne Unit    | Londres       | New Burlington Galleries  | Comitè d'ajuda als refugiats espanyols |
| 1938 | Regne Unit    | Leeds         |                           | Comitè d'ajuda als refugiats espanyols |
| 1938 | Regne Unit    | Liverpool     |                           | Comitè d'ajuda als refugiats espanyols |
| 1938 | Regne Unit    | Londres       | Whitechapel Art Gallery   | Comitè d'ajuda als refugiats           |
| 1939 | Regne Unit    | Manchester    |                           | Comitè d'ajuda als refugiats espanyols |
| 1939 | França        | París         |                           |                                        |
| 1939 | Estats Units  | Nova York     | MoMA                      | Picasso: 40 anys                       |
| 1940 | Estats Units  | Los Angeles   |                           | Picasso: 40 anys                       |
| 1940 | Estats Units  | San Francisco |                           | Picasso: 40 anys                       |
| 1940 | Estats Units  | Chicago       |                           | Picasso: 40 anys                       |
| 1940 | Estats Units  | Saint Louis   |                           | Picasso: 40 anys                       |
| 1940 | Estats Units  | Boston        |                           | Picasso: 40 anys                       |
| 1940 | Estats Units  | San Francisco |                           | Picasso: 40 anys                       |
| 1940 | Estats Units  | Cincinnati    |                           | Picasso: 40 anys                       |
| 1940 | Estats Units  | Cleveland     |                           | Picasso: 40 anys                       |
| 1941 | Estats Units  | Nova Orleans  |                           | Picasso: 40 anys                       |
| 1941 | Estats Units  | Minneapolis   |                           | Picasso: 40 anys                       |
| 1941 | Estats Units  | Pittsburgh    |                           | Picasso: 40 anys                       |
| 1941 | Estats Units  | Nova York     | MoMA                      | Obres Mestres de Picasso               |
| 1942 | Estats Units  | Cambridge     |                           |                                        |
| 1942 | Estats Units  | Columbus      |                           |                                        |
| 1942 | Estats Units  | Nova York     | MoMA                      |                                        |
| 1953 | Itàlia        | Milà          | Palazzo Reale             |                                        |
| 1953 | Brasil        | Sao Paulo     |                           |                                        |
| 1954 | Estats Units  | Nova York     | MoMA                      |                                        |
| 1955 | França        | París         |                           |                                        |
| 1955 | Alemanya      | Múnic         |                           |                                        |
| 1955 | Alemanya      | Colònia       |                           |                                        |
| 1955 | Alemanya      | Hamburg]      |                           |                                        |
| 1956 | Bèlgica       | Brussel·les   |                           |                                        |
| 1956 | Països Baixos | Amsterdam     |                           |                                        |
| 1956 | Suècia        | Estocolm      | Moderna Museet            |                                        |
| 1957 | Estats Units  | Nova York     | MoMA                      | Picasso: 75è anniversari               |
| 1957 | Estats Units  | Chicago       | Institut d'Art de Chicago | Picasso: 75è anniversari               |
| 1957 | Estats Units  | Filadèlfia    | Museu d'art               | Picasso: 75è anniversari               |
| 1957 | Estats Units  | Nova York     | MoMA                      | Col·lecció Permanent                   |
| 1981 | Espanya       | Madrid        | Casón del Buen Retiro     |                                        |
| 1992 | Espanya       | Madrid        | Museu Reina Sofia         | Col·lecció permanent                   |

## Espanya reclama el quadre
El 1968, el franquisme va intentar recuperar el Guernica. Florentino Pérez Embid, en aquell moment Director de Belles Arts, va comunicar a Picasso que podia tornar a territori espanyol quan volgués, i que els agradaria tenir el quadre. L'operació de "rescat" va ser batejada amb el nom de "Operación Retorno", i comptava amb el vistiplau de Carrero Blanco. Picasso s'hi va negar rotundament.
El mes de novembre de 1969 Picasso va trucar al seu advocat, Roland Dumas, per preguntar-li com podrien establir legalment que Franco no pogués apropiar-se del quadre, ni tan sols un cop Picasso mort. Dumas li va aconsellar de fer testament, però Picasso era supersticiós i no volia fer-ne, i li va donar poders al mateix Dumas, definint-lo com el seu mandatari. Van redactar un document on s'indicava que el quadre no tornaria a Espanya mentre no es respectessin les llibertats dels individus i que un cop això passés el mateix Dumas vigilaria el procés de trasllat del quadre a territori espanyol.
Picasso mor el 1973. Franco mor dos anys després. Un cop acabat el franquisme, foren necessaris anys de dures negociacions per tal que el quadre pogués viatjar cap a Espanya.
Durant el mes d'abril de 1977 es van realitzar diversos actes reivindicatius a la ciutat de Guernica, on es va reconèixer oficialment que el bombardeig havia sigut culpa de la legió Còndor i no de l'exèrcit republicà. Era l'època de la transició i es començava a demanar que el quadre sortís del MoMA. En aquests temps, Roland Dumas endarreria l'arribada del quadre al·legant que encara hi havien presos polítics i no s'havien fet unes eleccions generals al país.
El Guernica fou reclamat des de diferents ciutats de l'estat, com Madrid (el Prado), Màlaga (ciutat on va néixer Picasso), Barcelona (des del Museu Picasso), o la mateixa vila de Guernica. L'opció que va agafar més pes a mesura que passaven els mesos fou Madrid, ja que Jaqueline Picasso, vídua del pintor, va dir que el desig de Picasso era que el quadre s'instal·lés al Museo del Prado.
Els hereus de Picasso també reclamaven part de l'obra, considerant que els estudis previs els pertanyien. Va començar una picabaralla legal entre hereus, govern d'Espanya, advocats i conservadors del MoMA que va durar alguns anys.
Un cop Adolfo Suárez va arribar a President del Govern d'Espanya, va intentar recuperar el quadre per diferents mitjans. Fins i tot el recentment nomenat rei Joan Carles I hi va intervenir entrevistant-se diverses vegades amb Dumas. El tema va esdevenir una qüestió d'Estat.
Per tal de trobar una solució, el govern espanyol va encarregar a Javier Tusell, amb l'ajut de l'ambaixador Rafael Fernandez Quintanilla, que fessin d'interlocutors entre el MoMA, Roland Dumas, els hereus de Picasso i els advocats.
Un dels fets més rellevants de l'època de la negociació fou que es necessitava un rebut, algun tipus de paper que verifiqués que el quadre pertanyia al govern espanyol. El mateix 1977 un diplomàtic espanyol resident a París, Rafael Fernandez Quintanilla, nebot del pintor Luis Quintanilla, va enviar uns documents a Madrid on es constatava el pagament de 150.000 francs que s'havia fet a Picasso pel quadre, cosa que va permetre definir legalment el govern espanyol com a propietari legítim de l'obra. Finalment, després d'anys de litigis, les diferents parts implicades es posaven d'acord.
El maig de 1980 el MoMA va celebrar una gran retrospectiva de Picasso que es va convertir en un comiat extraoficial del Guernica. Més d'un milió de visitants van veure l'exposició. L'estat espanyol havia amenaçat el MoMa d'emprendre accions legals contra ells i es va decidir que havia arribat el moment d'enviar el quadre a Espanya.

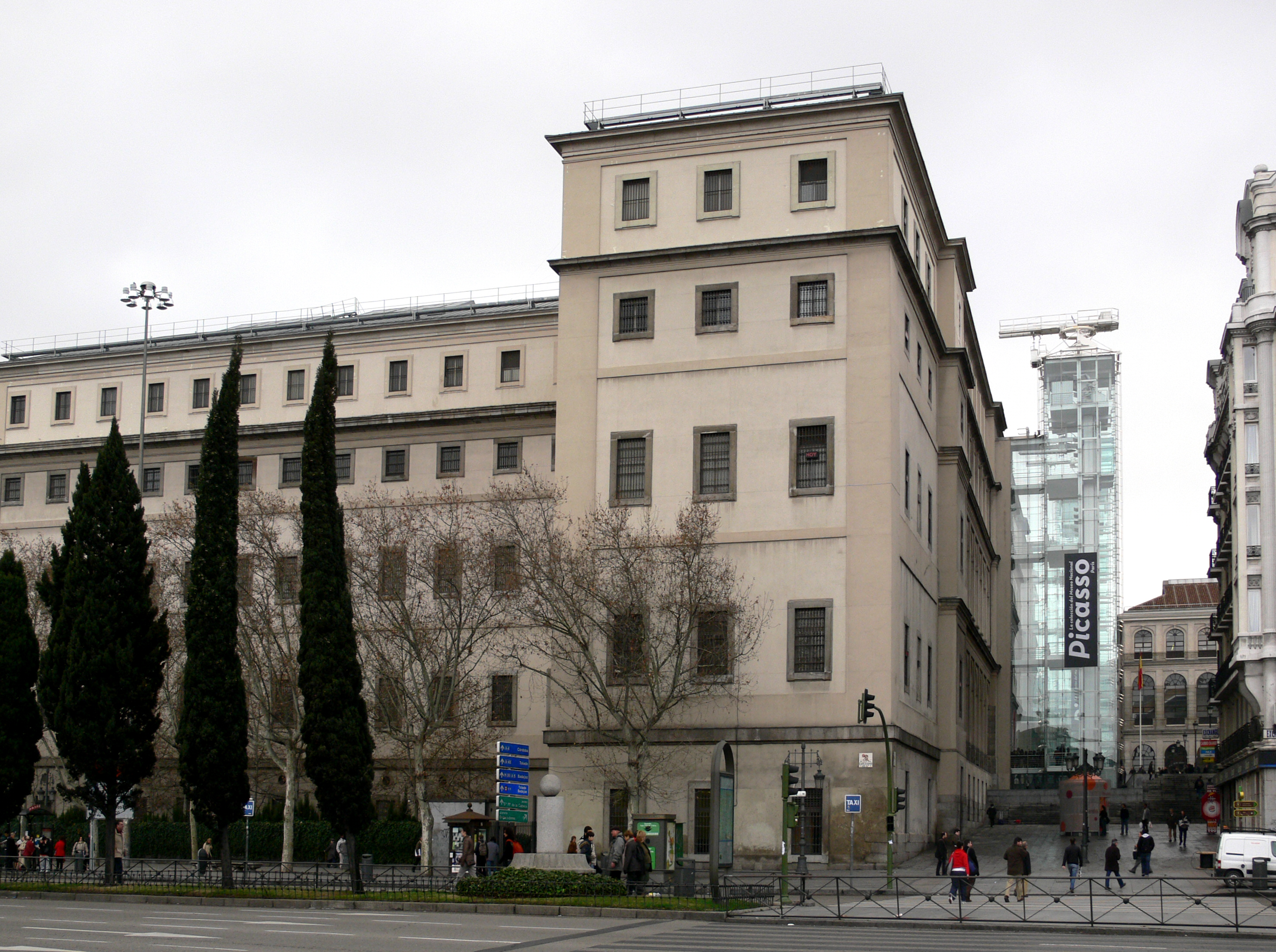
Museu Reina Sofia de Madrid, emplaçament actual del Guernica.

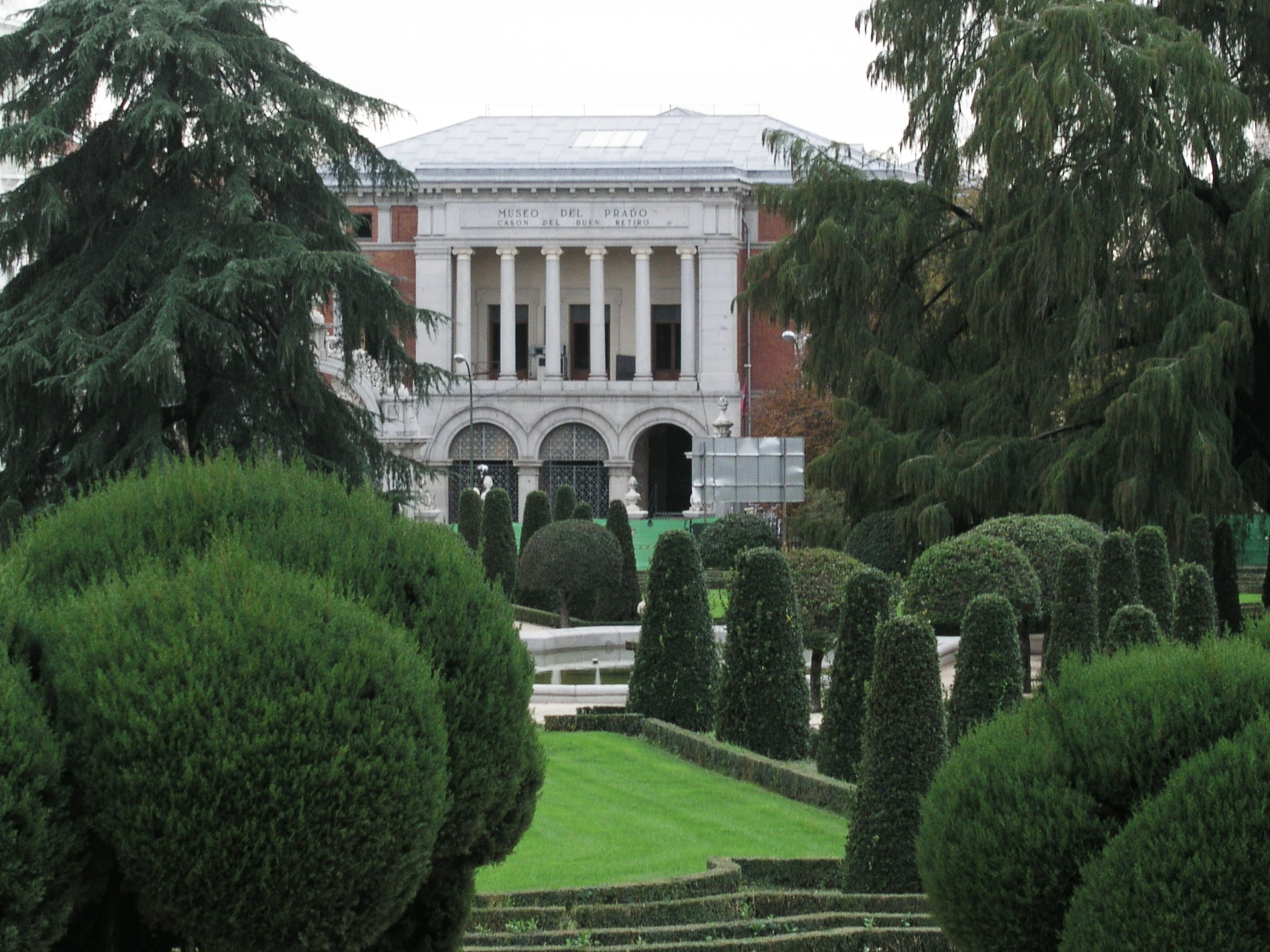
Casón del Buen Retiro, primer lloc d'exhibició a Espanya del Guernica.

### Operació "Cuadro Grande"
El general Sáenz de Santamaría i Fernández Dopico, director general de la policia, van dissenyar en el més absolut secretisme l'operació de trasllat del quadre, operació que es va anomenar "Cuadro Grande".
El Guernica es va enrotllar per darrera vegada el 9 de setembre de 1981, just en tancar les portes del museu nord-americà, sota la supervisió d'un equip de funcionaris espanyols que el van custodiar fins a l'Aeroport JFK amb l'ajut de la policia Metropolitana de Nova York i un enviament especials de GEOs de l'exèrcit espanyol. Una asseguradora cobria l'operació per 7.000 milions de pessetes.
Un cop embarcat el "paquet", el mateix dia 9, agents especials es van distribuir entre els passatgers, ja que es tractava d'un vol regular, l'IB-952 d'Ibèria, i es temia un possible segrest. També hi viatjaven alguns periodistes, juntament amb Javier Tusell i Iñigo Cavero. La resta de viatgers no van saber que volaven amb el Guernica fins que l'avió va aterrar.
El quadre va arribar per primera vegada a l'Aeroport de Barajas de Madrid el 10 de setembre de 1981 a les 8:29h en un avió Jumbo 747, anomenat Lope de Vega. El quadre es va instal·lar al Casón del Buen Retiro de Madrid sota fortes mesures de seguretat. Fou instal·lat dins d'una urna per protegir-lo de possibles actes de vandalisme polític, amb vigilància permanent de la Guàrdia Civil. L'urna es va construir amb un vidre a prova de bales.
El Guernica es va exhibir per primer cop a Espanya el 23 d'octubre de 1981, amb motiu del centenari del naixement de Picasso. A l'acte de presentació hi foren presents els reis, Josep Maria Sert, Renau, Dolores Ibárruri i d'altres celebritats del panorama polític i artístic nacional. El mateix Tusell va dir que l'arribada del Guernica a Espanya representava, culturalment, el final de la transició.
Amb motiu dels Jocs Olímpics de 1992, a Barcelona es va construir un pavelló idèntic al de l'Exposició Internacional de 1937. L'objectiu era tornar a exposar el Guernica en un entorn igual a aquell on es va exposar per primera vegada. El govern de Felipe González va denegar el trasllat a Barcelona, però el 26 de juliol de 1992, l'endemà de la inauguració dels Jocs, el quadre fou traslladat al seu emplaçament actual, el Museu Reina Sofia de Madrid, on s'exposà al públic a partir del 10 de setembre, també protegit per una urna de seguretat, fins al 1995, quan el llavors director José Guirao va decidir de prescindir-ne, aprofitant el trasllat de l'obra a una sala més gran dins del mateix museu.

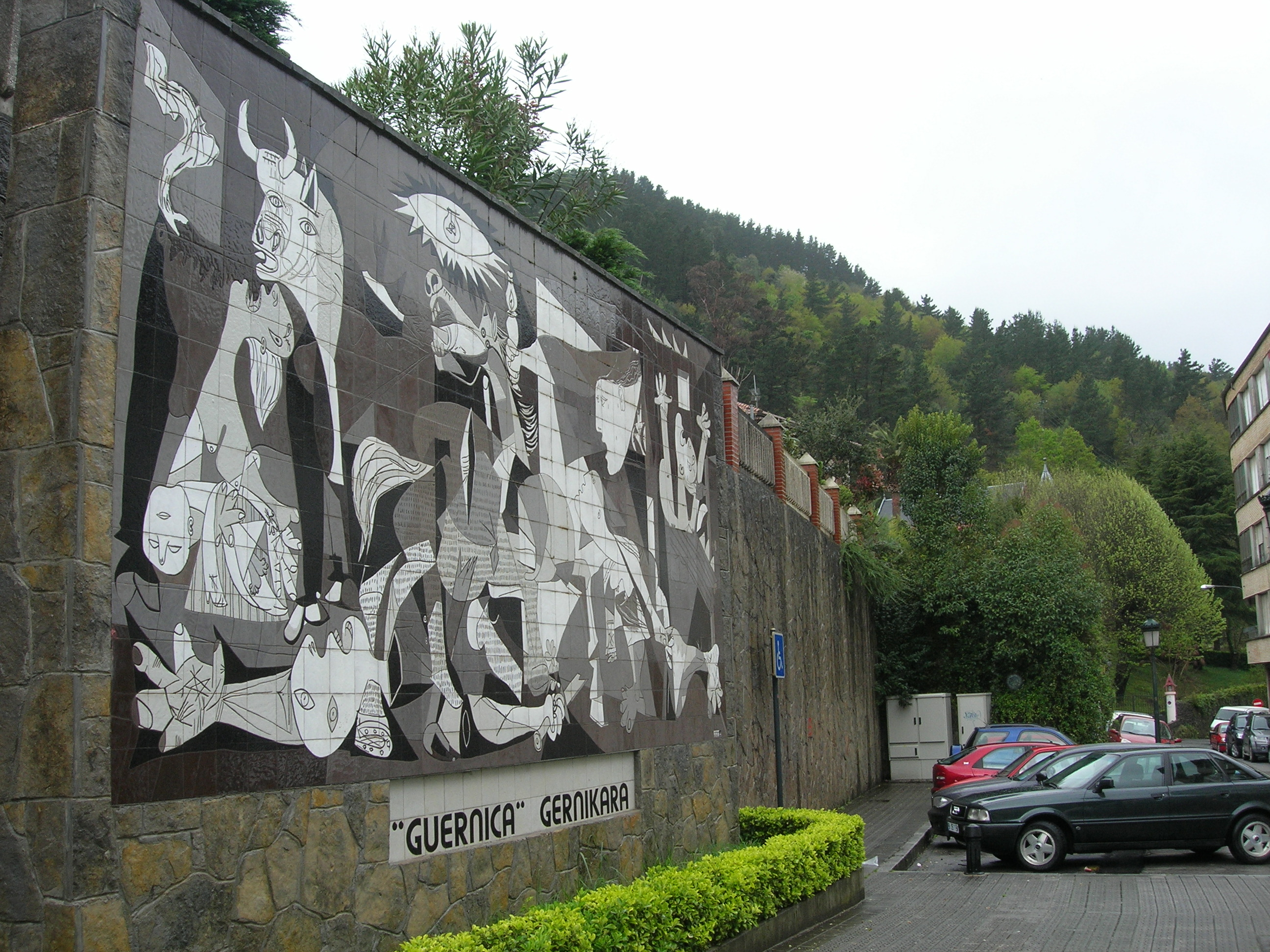
Guernica Gernikara ("El Guernica cap a Gernika"), mural reivindicatiu del trasllat del Guernica a Gernika.

El 1998 el Govern Basc va sol·licitar traslladar el quadre a Bilbao amb motiu de la inauguració del Museu Guggenheim. Després de fer una anàlisi exhaustiva al quadre, un gabinet de tècnics experts en conservació va decidir que era millor que el quadre no es mogués del seu emplaçament. Es va fer una altra petició deu anys després, amb motiu del 70è aniversari del bombardeig, que també fou denegada.

## Estat de conservació
A causa de les mides del quadre, cada cop que es traslladava es desmuntava i s'enrotllava la tela. Durant les diferents gires arreu del món el quadre va ser enrotllat més de 30 vegades. Actualment, segons els conservadors, l'estat de conservació del quadre és dolent, a causa de tants i tants trasllats, però estable.
El quadre s'ha restaurat diverses vegades. L'actuació més important per a protegir-lo es va dur a terme al MoMA el 1957, amb el vistiplau del mateix Picasso. El tractament va consistir en una capa de resina i cera d'abella aplicada sobre el revers del quadre.
El següent tractament de conservació es va fer el 1962, i va consistir en la neteja amb aigua de l'anvers del quadre i l'aplicació d'una capa protectora d'un material conegut amb el nom de Paraloid B-72.
El 1974, mentre el quadre encara era al MOMA, un graffiter, Tony Shafrazi, va atemptar-hi tacant-lo amb un esprai de color vermell en protesta pel perdó de Richard Nixon a William Calley pels seus actes durant la massacre de My Lai, durant la Guerra del Vietnam, on van matar més de 500 civils. Va escriure sobre el quadre les paraules "KILL LIES ALL" (Mateu totes les mentides, en anglès). La taca es va restaurar immediatament, tot i que les anàlisis actuals indiquen que encara hi queden restes de pintura vermella.
Un cop a Madrid, el quadre no ha rebut cap altre tractament rellevant de conservació. El 1998 es va dur a terme un estudi exhaustiu del seu estat i el febrer de 2007 es va obtenir una radiografia global del quadre per poder analitzar-lo aprofitant els darrers avenços tecnològics. En aquesta ocasió sí que es va efectuar un tractament de neteja, però només del revers del quadre.

## El quadre
El Guernica és un quadre en blanc i negre de grans dimensions, un mural de 3,5 metres d'alt i 7,8 d'ample pintat a l'oli sobre una tela de fibra de lli i jute emprimada i preparada amb cola. Les primeres línies introductòries es van fer amb un llapis de carbó.
La pintura és una composició horitzontal, estructurada amb uns grups de figures semblants a la d'un tríptic, el panell central del qual està ocupat pel cavall agonitzant i la dona portadora de la làmpada. Els laterals serien, a la dreta, la casa en flames amb la dona cridant, i, a l'esquerra, el toro i la dona amb el seu fill mort. El del tríptic no és, tanmateix, l'únic principi d'ordenació de l'espai present al Guernica. Les figures estan organitzades en triangles, dels quals el més important és el central, que té com a base el cos del guerrer mort, i com vèrtex la làmpada.
Picasso tenia gran admiració pels tríptics dels pintors alemanys Max Beckmann i Otto Dix, els quals ja havien reflectit els horrors de la guerra en les seves composicions tríptiques.
El mural presenta una escena de mort, violència, brutalitat, sofriment i desemparament sense retratar les seves causes immediates. Els contrastos blancs i negres amb la intensitat de l'escena invoquen la immediatesa de les fotografies dels diaris.
El Guernica representa la gent, els animals, i els edificis desolats per la violència i el caos:
- L'escena global té lloc dins d'una habitació on, en un extrem obert a l'esquerra, un bou està parat sobre una dona que s'afligeix sobre un nen mort als seus braços.
- El centre del quadre és ocupat per un cavall que cau en agonia quan acaba de ser travessat per una llança o una javelina. La forma d'un crani humà forma el nas i les dents superiors del cavall.
- El cavall està format per dues imatges ocultes: 
  - Un crani humà que se sobreposa sobre el cos del cavall
  - Un bou que ataca al cavall des de sota. El cap del toro és format principalment per la cama davantera sencera del cavall que té el genoll a terra.
- Sota el cavall hi ha un soldat mort, que sembla desmembrat. La seva mà (en un braç separat) encara agafa una espasa trencada de la qual creix una flor.
- Una bombeta crema sobre l'ull del cavall.
- A la dreta del cavall, una figura femenina espantada, que se sembla testificar les escenes que està veient, apareix volant des d'una finestra. El seu braç, també surant endins, duu una flama.
- Una altra dona terroritzada corre cap al centre sota la figura femenina flotant. Ella mira cap a dalt mirant la bombeta.
- Un ocell, probablement un ànec, està parat en un prestatge darrere del toro.
- Al fons a la dreta, una figura amb els braços aixecats en terror és atrapada pel foc.
- Una porta oberta defineix l'extrem dret del mural.

## Simbolisme
Les interpretacions del Guernica varien extensament i es contradiuen. Això s'estén, per exemple, als dos elements dominants del mural -el toro i el cavall-. La historiadora d'art Patricia Failing opina que "el toro i el cavall són caràcters importants en la cultura espanyola. Picasso mateix va utilitzar aquests caràcters moltes vegades amb molts diversos papers dins de la seva obra. Això ha fet que la tasca d'interpretar el significat específic del toro i del cavall sigui molt difícil. La seva relació és una espècie de ballet clàssic que va ser concebut de maneres molt diferents a través de la carrera de Picasso."
Quan li van demanar que expliqués el Guernica, Picasso va dir, "… aquest toro és un toro i aquest cavall és un cavall… Si dónes un significat a certes coses en les meves pintures, pot ser veritat, però no és la meva idea donar-hi aquest significat. Les idees i conclusions a les quals arribis jo també les vaig tenir, però instintivament, inconscientment. Faig la pintura per a la pintura. Pinto els objectes pel que són."
En "El somni i la mentida de Franco", una sèrie d'esbossos narratius de Picasso també creats per a la fira de París, Franco és representat com un monstre que primer devora el seu propi cavall i més endavant lluita amb un toro enfadat. El treball sobre aquestes il·lustracions va començar abans del bombardeig de Guernica, i quatre panells addicionals hi van ser agregats. Tres d'aquests es relacionen directament amb el mural de Guernica.
| «               | No, la pintura no està feta per a decorar les habitacions. És un instrument de guerra ofensiu i defensiu contra l'enemic. | » |
| — Pablo Picasso | |   |

## Esbossos
En un període de sis setmanes, abans, durant i després de l'execució del quadre, Picasso va realitzar 45 esbossos, que actualment s'exposen junt amb el Guernica.
1. Estudi de composició. Llapis sobre paper blau. 27x21 cm. Datat (en francès) l'1 de maig de 1937. De format lleugerament horitzontal, en ell s'observen ja les figures del toro (sobre el seu llom, no es distingeix bé si hi ha unes banderilles o el cavallet alat que apareixerà a l'esbós següent) i la mà que allarga el quinqué. A l'espai central és difícil discernir figures; per a Russell pot veure's ja el coll del cavall.[9]
2. Estudi de composició. Llapis sobre paper blau. 27x21 cm. Datat (en francès) l'1 de maig de 1937. El dibuix està dividit en dues parts per una línia horitzontal. A la part superior, hi ha un esbós similar a l'anterior, encara que traçament més ràpidament; els traços més gruixuts del llapis es reserven per a la figura del quinqué, mentre que les figures del toro i del cavall són gargots. A la part inferior, el pintor es concentra a les figures del cavall, a l'esquerra i del toro, al centre; sobre aquest últim apareix un Pegàs o cavallet alat; a la dreta hi ha l'esbós inconclús d'un altre quadrúpede. Pel que fa al cavall, Joaquín de la Puente destaca la semblança del seu coll i cap amb un penis.[10]
3. Estudi de composició, denominat per Joaquín de la Puente: Cinc automatismes gràfics emocionals.[11] Llapis sobre paper blau. 27x21 cm. Datat (en francès) l'1 de maig de 1937. En aquest esbós apareixen cinc figures: a la part superior esquerra es troba el cavall, molt similar al de l'esbós anterior però amb una finestra al ventre de la que segurament escapava alguna cosa que ha estat esborrada; a la dreta del cavall es troba la figura del quinqué, només que aquí sosté, en lloc d'un quinqué, una làmpada de taula; a la part inferior del dibuix, d'esquerra a dreta, apareixen, d'esquerra a dreta tres figures la interpretació de les quals no tots els autors coincideixen. Mentre que per a Russell es tracta de tres versions del cavall,[12] De la Puente opina que la figura del centre, que té el ventre obert en canal i els budells sortint-se'n, és una dona.[13]
4. Cavall. Llapis sobre paper blau. 26x21 cm. Datat (en francès) l'1 de maig de 1937. La crítica crida l'atenció sobre la semblança d'aquest esbós del cavall amb un dibuix infantil.[14][13]
5. Cavall. Llapis sobre paper blau. 26x21 cm. Datat (en francès) l'1 de maig de 1937. Presenta els traços d'un esbós gairebé esborrat, per damunt del qual s'ha fet un altre dibuix del cavall, estès a terra i amb el cap girat cap a la dreta (al quadre finalment mirarà cap a l'esquerra).[15]
6. Estudi de composició, denominat per Joaquín de la Puente Segundo plantejament de l'elucubració general simbològica.[13] Llapis sobre taula amb mà d'oli blanc tacat. 64,5x53,5 cm. Datat (en francès) l'1 de maig de 1937 (és l'últim dels esbossos datats en aquest dia). Apareixen les quatre figures principals: el toro, el cavall, el guerrer mort i la figura del quinqué. El toro, mirant cap a l'esquerra, crida l'atenció per «l'infantilisme coronat de flors»,[16] del seu cap; per damunt d'ell n'hi va haver anteriorment un petit Pegàs que va ser posteriorment esborrat per Picasso.[13] Per davant el toro, estès d'un cap a l'altre del dibuix, a la seva part inferior, es troba el guerrer mort, amb un barret vell al cap i una llança a la mà dreta. Per damunt del guerrer està el cavall ferit, del ventre obert del qual sorgeix un petit Pegàs, i que mira cap a la dreta, cap a la finestra de la qual surt la dona del quinqué. El cap del cavall en aquest esbós serà la base dels següents.[13]
7. Cap de cavall. Llapis sobre paper blau. 21x26,5 cm. Datat (en francès) el 2 de maig de 1937. Treball des del cap del cavall de l'esbós núm. 6.
8. Cap de cavall. Llapis sobre paper blau. 21x26,5 cm. Datat (en francès) el 2 de maig de 1937. Treball des del cap del cavall de l'esbós núm. 6. Respecte de l'anterior, modifica la disposició de les dents del cavall.
9. Cap de cavall. Oli sobre llenç. 92x64,5 cm. Datat (en francès) el 2 de maig de 1937. Treball des del cap del cavall de l'esbós núm. 6. Esbós molt similar als anteriors, sobre fons negre.
10. Estudi de composició, denominat per Joaquín de la Puente Tercer plantejament de l'elucubració general. Llapis i guaix sobre taula amb diverses mans d'oli blanc. 73x60 cm. Datat (en francès) el 2 de maig de 1937. Novament apareixen plegats els principals personatges del quadre. A la part superior del quadre, el toro, aquesta vegada amb un rostre humanoide que mira cap a la dreta, amb una certa expressió de tristor, fuig deixant enrere la casa per la finestra de la qual surt la dona del quinqué, que estranyament posseeix quatre diminuts pits triangulars. A la part inferior, el cos del cavall ferit, amb el cap retort cap avall, aixafa al guerrer i a un altre personatge d'identitat desconeguda.[17]
11. Cavall i toro. Llapis sobre paper torrat. 12x20.5 cm. Sense data. Encara que no està del tot clar, és possible interpretar que el toro, dibuixat de manera molt més expressionista, està atacant o molestant el cavall, representat més acadèmicament. De la Puente fins i tot es pregunta si podria ser una representació dels símbols del «bé» (el cavall) i el «mal» (el toro).[18]
12. Estudi de composició, denominat per Joaquín de la Puente Quart esbosso de l'elucubració general.[19] Llapis sobre paper blanc. 45 × 24 cm. Datat el 8 de maig de 1937. En aquest nou esbós general del quadre ha desaparegut la figura del quinqué, i apareix a canvi per primera vegada la mare amb el nen mort als braços, una altra de les figures que quedaran definitivament en el quadre. El toro ocupa serenament el centre de l'oposició; per davant ell, el cavall ferit, intentant de mantenir-se en peus, i el guerrer mort. La figura de la mare està a la dreta del toro.[19]
13. Cavall i mare amb nen mort. Llapis sobre paper blanc. 45 × 24 cm. Datat el 8 de maig de 1937. A la part esquerra del dibuix es representa el cavall resistint-se a caure a terra; a la dreta, apareix la mare amb el seu fill mort, amb un genoll a terra i una mà recolzada a terra.
14. Mare amb nen mort. Ploma i tinta sobre paper blanc. 45 × 24 cm. Datat el 9 de maig de 1937.
15. Estudi de composició. Llapis. 22,8 × 45 cm. Datat el 9 de maig de 1937.
16. Mare amb nen mort sobre escala. Llapis sobre paper blanc. 24 × 45 cm. Datat el 9 de maig de 1937.
17. Cavall. Llapis sobre paper blanc. 45 × 24 cm. Datat el 10 de maig de 1937.
18. Pota i caps de cavalls. Llapis sobre paper blanc. 24 × 45 cm. Datat el 10 de maig de 1937.
19. Cap de toro. Llapis sobre paper blanc. 24 × 45 cm. Datat el 10 de maig de 1937.
20. Cavall. Llapis i llapis Conte de color sobre paper blanc. 24 × 45 cm. Datat el 10 de maig de 1937.
21. Mare amb nen mort sobre escala. Llapis i llapis Conte de color sobre paper blanc. 24 × 45 cm. Datat el 10 de maig de 1937.
22. Toro. Llapis sobre paper blanc. 45 × 24 cm. Datat l'11 de maig de 1937. És un toro amb cap d'home; s'ha suggerit que els seus trets reprodueixen els de Dora Maar.[20]
23. Cap de dona. Llapis i llapis Conte de color sobre paper blanc. 24 × 45 cm. Datat el 13 de maig de 1937.
24. Mà de guerrer amb espasa trencada. Llapis sobre paper blanc. 45 × 24 cm. Datat el 13 de maig de 1937.
25. Mare amb nen mort. Llapis i llapis Conte de color sobre paper blanc. 45 × 24 cm. Datat el 13 de maig de 1937.
26. Cap de toro. Llapis i aiguada grisa sobre paper blanc. 29 × 23,5 cm. Datat el 20 de maig de 1937.
27. Cap de toro amb estudis d'ulls. Llapis i aiguada grisa sobre paper blanc. 29 × 23,5 cm. Datat el 20 de maig de 1937.
28. Cap de cavall. Llapis i aiguada grisa sobre paper blanc. 23,5 × 29 cm. Datat el 20 de maig de 1937.
29. Cap de cavall. Llapis i aiguada grisa sobre paper blanc. 29 × 23,5 cm. Datat el 20 de maig de 1937.
30. Cap de dona. Llapis i guaix gris sobre paper blanc. 23,5 × 29 cm. Datat el 20 de maig de 1937.
31. Cap de dona plorant. Llapis i aiguada sobre paper. 29,2 × 23,1 cm. Datat el 24 de maig de 1937.
32. Cap de dona plorant. Llapis i aiguada sobre paper. 29,2 × 23,2 cm. Datat el 24 de maig de 1937.
33. Cap d'un guerrer. Llapis i aiguada sobre paper. 23,1 × 29,3 cm. Datat el 24 de maig de 1937.
34. Cap de dona plorant. Llapis i aiguada sobre paper. 23,2 × 29,3 cm. Datat el 27 de maig de 1937.
35. Home caient. Llapis i aiguada sobre paper. 23,2 × 29,3 cm. Datat el 28 de maig de 1937.
36. Mare amb nen mort. Llapis, guix de color i aiguada sobre paper. 23,2 × 29,3 cm. Datat el 28 de maig de 1937.
37. Mare amb nen mort. Llapis, guix de color, aiguada i collage sobre paper. 23,1 × 29,2 cm. Datat el 28 de maig de 1937.
38. Cap de dona plorant. Llapis, guix de color i aiguada sobre paper. 23,2 × 29,3 cm. Datat el 28 de maig de 1937.
39. Cap de dona plorant. Llapis, guix de color i aiguada sobre paper. 23,2 × 29,3 cm. Datat el 31 de maig de 1937.
40. Cap de dona plorant. Llapis, guix de color i aiguada sobre paper. 32,2 × 29,3 cm. Datat el 3 de juny de 1937.
41. Cap de dona plorant. Llapis, guix de color i aiguada sobre paper. 23,2 × 29,3 cm. Datat el 3 de juny de 1937.
42. Cap de dona plorant. Llapis, guix de color i aiguada sobre paper. 23,2 × 29,3 cm. Datat el 3 de juny de 1937.
43. Cap de guerrer i pota de cavall. Llapis i aiguada sobre paper. 23,2 × 29,2 cm. Datat el 3 de juny de 1937.
44. Cap de guerrer. Llapis i aiguada sobre paper. 23,2 × 29,2 cm. Datat el 4 de juny de 1937.
45. Mà de guerrer. Llapis i aiguada sobre paper. 23,2 × 29,2 cm. Datat el 4 de juny de 1937.

## Curiositats
- El quadre es va pintar a París, al taller que Picasso tenia al número 7 de la rue des Grands Augustins.[5] Casualment en aquest mateix carrer es desenvolupa una novel·la d'Honoré de Balzac anomenada "L'obra d'art desconeguda".
- Durant els anys de la dictadura, el quadre esdevingué un símbol de l'antifranquisme. Es podia conèixer la tendència política d'una família si tenien el quadre penjat a casa seva.[4][2]
- El quadre fou considerat durant els anys de la transició com l'últim refugiat de la guerra civil.[6]
- El 1971 els autodenominats Guerrilleros de Cristo Rey van atemptar contra una exposició de Picasso, la Suite Vollard, que tenia lloc a la Galeria Theo de Madrid, destrossant part dels quadres expossats i amenaçant el personal de la sala.[21]
- Paloma Picasso, filla del pintor, va exigir que s'indultés el seu amic Albert Boadella, empresonat per estrenar una obra amb els Joglars, per tal de poder portar el Guernica a Espanya.[21]
- Quan Dolores Ibárruri va veure el quadre a Madrid va declarar: "La guerra civil ha terminado"
- El Guernica es va exposar temporalment junt amb El tres de maig, de Goya i L'afusellament de Maximilià, de Manet.[21]
- Paul Éluard va escriure un poema sobre Guernica: La victòria de Guernica.
- Existeix una reproducció del quadre que es pot contemplar, com estava en la seva ubicació original, en una paret del pati obert de la rèplica del Pavelló de la República,[22] construït l'any 1992 amb motiu dels Jocs Olímpics a la ciutat de Barcelona.

### ElGuernicaa les Nacions Unides

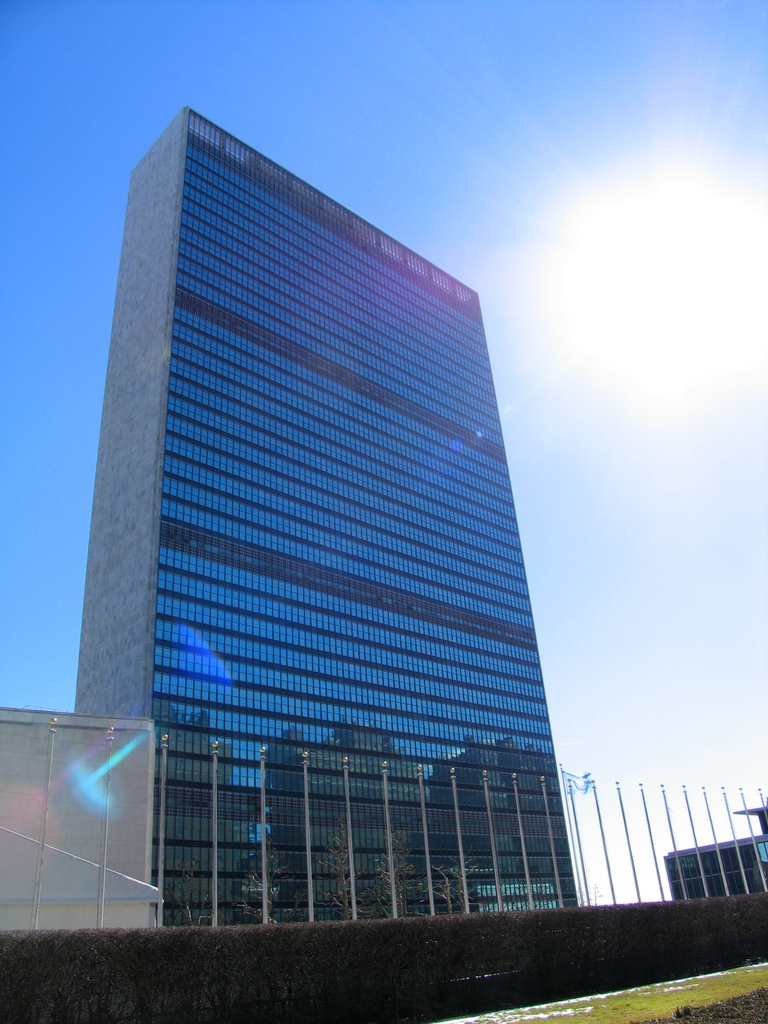
Seu central de les Nacions Unides, a Nova York

Un tapís amb una còpia del Guernica de Picasso s'exhibeix en una paret de la seu de les Nacions Unides a Nova York, a l'entrada a la cambra del consell de seguretat, regalat per Nelson Rockefeller. Hi va ser col·locat com a recordatori dels horrors de la guerra. Aquesta versió no és tan monocromàtica com l'original, ja que té algunes tonalitats en marró.
El 5 de febrer de 2003, una cortina blava gran va ser col·locada per a cobrir el tapís, de manera que no fos visible mentre Colin Powell i John Negroponte donaven una roda de premsa. L'endemà, es va explicar que la cortina va ser col·locada a petició dels equips de televisió, que s'havien queixat que les línies salvatges i les figures creaven un mal context, i que les potes del cavall apareixien just a sobre de les cares dels ponents. Els diplomàtics, no obstant això, van dir als periodistes que l'administració de Bush havia exercit pressió sobre funcionaris de l'ONU perquè es tapés l'obra d'art, mentre Powell o altres diplomàtics dels Estats Units argumentaven la Guerra de l'Iraq.